# Brodtkorb

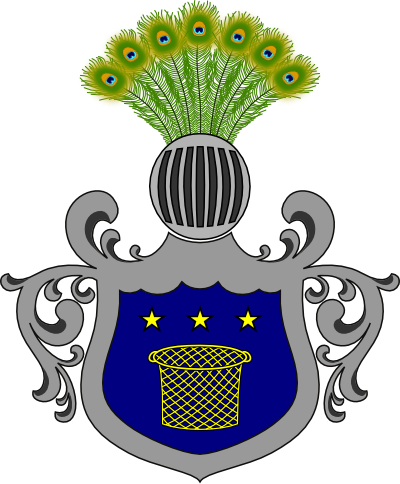
Neue Darstellung des brodtkorbischen Wappens.

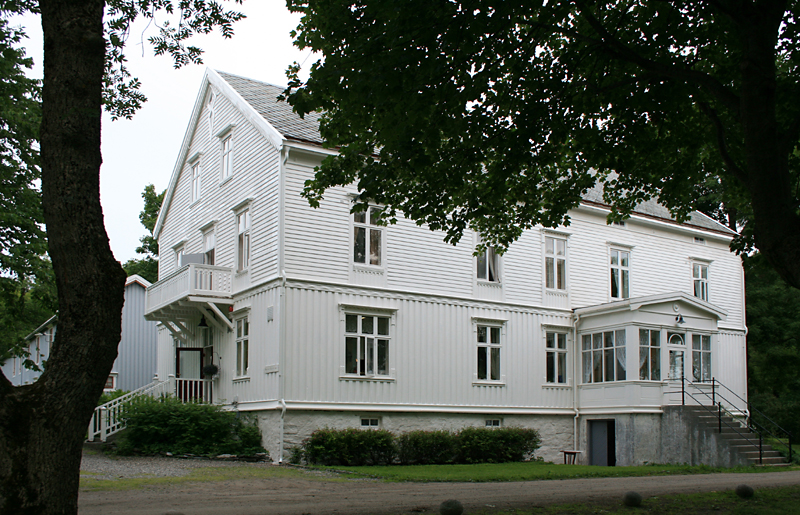
Das Hauptgebäude des Hofes Tjøtta.

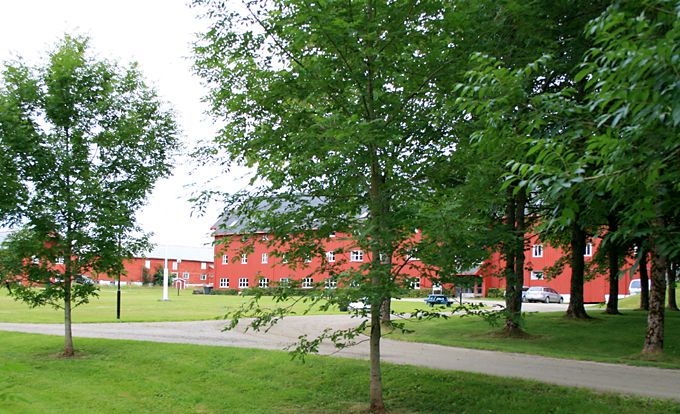
Aus dem Hofe Tjøtta.

Brodtkorb ist ein norwegisches und angeblich aus Sachsen in Deutschland herrührendes Geschlecht, das 1643 mit Tobias Brodtkorb in Norwegen einwanderte. Unter anderem als Gutsbesitzer, Militärs und, in späteren Zeiten, Diplomat, Architektin und Sportler, sind viele Mitglieder des Geschlechtes bekannt. Besonders prominent waren die Brodtkorbs von Tjøtta.
Tobias Brodtkorb der Ältere († 1676), Stammvater der norwegischen Brodtkorbs und auch der älteste bekannte Mann dieses Geschlechtes, war Münzschreiber in Akershus und danach Zöllner in der Stadt Fredrikstad. Sein Enkel, Oberst Tobias Brodtkorb der Jüngere, hatte drei Söhne, mit denen die Hauptzweige des Geschlechtes gegründet wurden:
- Eilert Christian Brodtkorb (1721–1806), Gewicht- und Maßkontrolleur in Kristiansund.
- Christian Johannes Brodtkorb (1725–97), Kapitän und Besitzer des Hofes Kirkesæter in Hemne.
- Niels Gierbrandt Brodtkorb (1729–96), Justizrat und Besitzer von Tjøtta Hofe und Gut in Alstahaug.

Die Familie Brodtkorb besitzt zusammen mit der mit ihr verwandten Familie Christie mit dem Friedhof Alders Hviile im Zentrum der norwegischen Stadt Kristiansund eine eigene, aber öffentlich zugängliche Grablege.

## Brodtkorb von Tjøtta
Niels Brodtkorb kaufte 1767 das große und im Königreiche wohlbekannte Gut Tjøtta, ursprünglich Teil des Großgutes Joachims Irgens von Westervicks. Bis 1918 blieb das Gut im Besitz der Familie. Johan Brodtkorb der Jüngere wurde damit der letzte Gutsbesitzer von den Brodtkorbs.

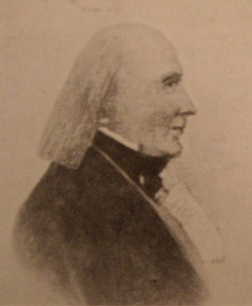
Johan Brodtkorb d. Ä., Candidatus juris und Besitzer des Tjøttagutes.
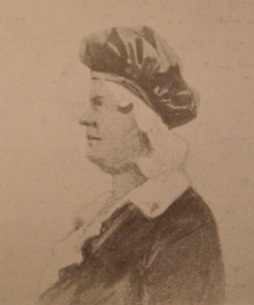
Maren Brodtkorb, geb. Winther, Tochter des Gutsbesitzers Niels Frantzen Winther.

## Genealogie

### Erste Generationen
- Tobias Brodtkorb († 1676), Münzenschreiber, ⚭ Catharina Hansdatter Lenche
  - Johannes Tobiassen Brodtkorb (1652–79)
  - Hannibal Tobiassen Brodtkorb (geb. 1653)
  - Christian Tobiassen Brodtkorb (1653–1701), Goldschmied, ⚭ Margrethe Boyesdatter Holch
    - Tobias Christiansen Brodtkorb (1685–1763), Oberst, ⚭ Anna Dorothea Eilertsdatter Hirnklow

### Brodtkorb in Kristiansund
- Eilert Christian (Tobiassen) Brodtkorb (1721–1806), Gewicht- und Maßkontrolleur, ⚭ Anna Thue Ross
  - Anna Thue Ross Brodtkorb (1753–1834), Großmutter väterlicherseits von Christian Christie[3]
  - Tobias Brodtkorb (1754–1769)
  - Hans Rasmus Peter Brodtkorb (1756–1844)

### Brodtkorb in Hemne
- Christian Johannes (Tobiassen) Brodtkorb (1725–97), Kapitän, ⚭ Henriette Margrethe Lindegaard
  - (Viele Kinder.)

### Brodtkorb von Tjøtta
- Niels Gierbrandt (Tobiassen) Brodtkorb (1729–96), Gutsbesitzer, ⚭ Anna Catharina Hvid
  - Johan Christian Hvid Brodtkorb (1766–1845), Gutsbesitzer, ⚭ Maren Greger Winther
    - Niels Gierbrandt Winther Brodtkorb (1792–um 1865), Gutsbesitzer, ⚭ Marie Johanne Berg
      - Johan Christian Brodtkorb (1838–um 1918), Gutsbesitzer

## Wappen
Beschreibung: An blauem Hintergrund ein geflochtener Korb und darüber drei Sterne, alles golden. Der Helm hat sieben Pfauenfedern.

## Bekannte Mitglieder
- Birger Brodtkorb (1891–1935), von Tjøtta, Hochspringer
- Eilif Brodtkorb (* 1936), Ruderer
- Julie Brodtkorb (* 1974), Politikerin und Staatssekretärin.
- Kari Nissen Brodtkorb (* 1942), Architektin
- Reidar Brodtkorb (1909–81), Schriftsteller
- Thor Brodtkorb (1907–83), Botschafter zu Österreich